# Sammy Giammalva
Sammy Giammalva, né le 1er août 1934 à Houston, Texas, est un joueur américain de tennis.

## Biographie
Il est le père de Tony Giammalva et Sammy Giammalva Jr, également joueurs de tennis professionnels.

## Palmarès

### Finales en simple messieurs
| No | Date | Nom et lieu du tournoi                      | Catégorie | Surface | Vainqueur       | Score         |  |
| -- | ---- | ------------------------------------------- | --------- | ------- | --------------- | ------------- |  |
| 1  | 1954 | Tournoi de tennis de Cincinnati, Cincinnati |           | NC      | Straight Clark  | 8-6, 6-1, 6-1 |  |
| 2  | 1958 | Tournoi de tennis de Cincinnati, Cincinnati |           | NC      | Bernard Bartzen | 7-5, 6-3, 6-2 |  |

### Finale en double messieurs
| No | Date       | Nom et lieu du tournoi                 | Catégorie | Surface      | Vainqueurs                      | Partenaire   | Score              |          |
| -- | ---------- | -------------------------------------- | --------- | ------------ | ------------------------------- | ------------ | ------------------ | -------- |
| 1  | 29-08-1958 | US National Championships Forest Hills | G. Chelem | Gazon (ext.) | Alex Olmedo Hamilton Richardson | Barry MacKay | 3-6, 6-3, 6-4, 6-4 | Parcours |